# Haworthia davidii
Haworthia davidii là một loài thực vật có hoa trong họ Măng tây. Loài này được (Breuer) M.Hayashi & Breuer mô tả khoa học đầu tiên năm 2005.